# کارت ویزیت

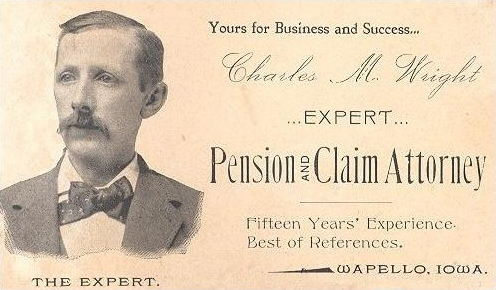
کارت ویزیت یک وکیل, ۱۸۹۵

کارتی با اطلاعات کسب و کار فرد یا شرکت است که جهت معرفی رسمی شرکت یا فرد مورد استفاده قرار می‌گیرد.
به طور معمول در کارت ویزیت از نام و نام خانوادگی، نام شرکت و آرم شرکت به همراه نشانی و اطلاعات تماس استفاده می‌گردد.

## اندازه‌ها
| کشور/استاندارد | اندازه (mm)   | اندازه (in)   | Aspect ratio |
| --- | ------------- | ------------- | ------------ |
| ISO 216, A8 sized | ۷۴ × ۵۲       | ۲٫۹۱۳ × ۲٫۰۴۷ | ۱٫۴۲۳        |
| ایرلند, ایتالیا, بریتانیا, فرانسه, آلمان, اتریش, هلند, اسپانیا, سوئیس, بلژِک, اسلونی | ۸۵ × ۵۵       | ۳٫۳۴۶ × ۲٫۱۶۵ | ۱٫۵۴۵        |
| ایزو/آی‌ای‌سی ۷۸۱۰ ID-1, اندازه کارت اعتباری | ۸۵٫۶۰ × ۵۳٫۹۸ | ۳٫۳۷۰ × ۲٫۱۲۵ | ۱٫۵۸۶        |
| استرالیا, دانمارک, زلاندنو, نروژ, تایوان, سوئد, ویتنام, هند, کلمبیا | ۹۰ × ۵۵       | ۳٫۵۴ × ۲٫۱۶۵  | ۱٫۶۳۶        |
| ژاپن | ۹۱ × ۵۵       | ۳٫۵۸۲ × ۲٫۱۶۵ | ۱٫۶۵۵        |
| هنگ کنگ, چین, سنگاپور | ۹۰ × ۵۴       | ۳٫۵۴۳ × ۲٫۱۲۵ | ۱٫۶۶۷        |
| کانادا, آمریکا | ۸۸٫۹ × ۵۰٫۸   | ۳٫۵ × ۲       | ۱٫۷۵         |
| ایران | ۸۵ × ۴۸       | ۳٫۳۴۶ × ۱٫۸۸۹ | ۱٫۷۷۱        |
| سریلانکا, آرژانتین, برزیل, جمهوری چک, کرواسی, فنلاند, مجارستان, اسراییل, قزاقستان, لیتوانی, لهستان, رومانی, روسیه, صربستان, مونته نگرو, اسلواکی, اکراین, ازبکستان, بلغارستان, لاتویا, مکزیک وآفریقای جنوبی | ۹۰ × ۵۰       | ۳٫۵۴۳ × ۱٫۹۶۸ | ۱٫۸          |